# Ragnhild Haga
Ragnhild Gløersen Haga, född den 12 februari 1991 i Holter i Nannestad, är en norsk längdskidåkare och orienterare som representerar Åsen Idrettslag respektive Raumar Orientering.

## Karriär

### Längdskidåkning
Ragnhild Haga vann fyra medaljer under ungdoms-OS i Polen 2009; ett guld, ett silver och två brons. Hon vann junior-VM i Estland 2011 i 5 km fristil före bland andra Heidi Weng. I samma mästerskap tog hon brons i klassisk sprint. I de norska mästerskapen har hon tagit flera guld- och silvermedaljer i stafett mellan 2009 och 2013. I Tour de Ski 2015 kom hon totalt på en fjärde plats.
Hon har deltagit i världscupen sedan 2010.
Haga vann världscuptävlingen över 50 km fristil i Holmenkollen 2023. Detta var Hagas första världscupseger, tillika första gången  som en damtävling i världscupen kördes över nämnda distans.

## Privatliv
Haga är äldre syster till längdskidåkaren Magne Haga. Hon är sedan 2022 gift med tidigare längdåkaren Øyvind Gløersen.